# Collado Indira
El collado Indira es un paso de montaña a 5764 m s. n. m., localizado en la arista Indira de la Siachen Muztagh, en la cordillera del Karakórum. Está a 3 km al poniente del Sia Kangri, cuya cumbre es un tripunto de territorios controlados por la India, Pakistán y China.

## Historia

### Etimología
«La» significa paso de montaña en idioma ladakhi. La sección oriental del collado fue nombrada collado Indira en 1912 por la geógrafa estadounidense Fanny Workman, por uno de los nombres de la diosa Lakshmi.

### Exploración
En 1889, el oficial del ejército y explorador británico, Francis Younghusband, alcanzó la base del paso Turkestan por el valle Shaksgam desde el norte y, notó que se trataba de un gran glaciar y una importante división en la cordillera de Asia Central.
El coronel indio Narendra «Bull» Kumar, alcanzó el collado Indira Occidental en 1981. En 1998, el montañero himalayo Harish Kapadia alcanzó el mismo collado; en su mapa y anotaciones se refirió a este collado como «collado Indira Principal» o «collado Indira Occidental» mientras que se refiere al collado a 2.4 km al oriente como «collado Indira Oriental (Workman).»
En 1984, soldados indios cruzaron el glaciar de Siachen, escalaron varios picos y pasos incluyendo el collado Indira, como parte de la operación Meghdoot.

### Disputa territorial
Los territorios a los tres lados del collado Indira están en disputa. El territorio inmediato al sur del collado Occidental es controlado por la India y es reclamado por Pakistán. El territorio al norte del collado Occidental es parte del valle Shaksgam, controlado por China bajo un acuerdo fronterizo acordado en 1963 con Pakistán pero reclamado por la India. La línea de la posición actual del terreno se extiende a lo largo de la cordillera de las montañas Saltoro, comenzando en el punto más meridional de la línea de control en el punto NJ9842, terminando al suroeste del collado Indira Occidental en el norte.  En 1984, la India ganó el control de 2600 km² del territorio en disputa como resultado de operaciones militares en Siachen.

## Geografía

### Paso de montaña de la India
Entre el collado Indira Poniente y el collado Indira Oriental está el paso de montaña de la India, entre el glaciar de Siachen hacia el sur, y el glaciar Urdok hacia el norte, en una cuenca entre el río Indo y la cuenca del Tarim. Es demasiado empinado como para descender con facilidad desde el norte del collado hacia el glaciar de Urdok.

### Glaciar de Siachen
El canal principal del glaciar de Siachen, que fluye del norte hacia el sur en la India, comienza en la vertiente meridional del collado Indira Occidental. El glaciar de Urdok, que fluye del sur al norte en el valle Shaksgam controlado por China, comienza en la vertiente septentrional del collado Indira Occidental; se ramifica en el glaciar Urdok I que fluye del norte al norponiente desde la vertiente septentrional del collado Indira Oriental, y el glaciar Urdok II que fluye del norte al norponiente de la vertiente meridional del paso Turkmenistán Norte.
El glaciar Straghar corre perpendicularmente a la arista Indira en el lado oriental de la arista, y sirve como la línea de control real entre el valle Shaksgam controlado por China, y el Daulat Beg Oldi, que es un campamento y base militar controlado por la India. 